# Грюммер, Пауль
Пауль Грюммер (нем. Paul Grümmer; 26 февраля 1879, Гера — 30 октября 1965, Цуг) — немецко-австрийский виолончелист и музыкальный педагог.
Сын городского капельмейстера Детлева Грюммера (ум. 1925), у которого учился игре на скрипке. В 1893 году перешёл на виолончель, в течение года занимался у городских музыкантов. В 1894—1898 годах учился в Лейпцигской консерватории у Юлиуса Кленгеля. В последние годы столетия в летние месяцы играл на курортах в Вестерланде, Ост-Дивенове и Майоренгофе.
В начале XX века жил и работал в Лондоне. Затем был первой виолончелью в оркестре Венского концертного общества и оркестре Венской Оперы, в 1919—1930 годах играл на виолончели в квартете Адольфа Буша. Кроме того, в 1929 и 1937—1940 годах играл в квартете Вильгельма Штросса, в 1942—1944 годах участник Трио мастеров (Meistertrio) с Михаэлем Раухайзеном и Вашей Пршигодой.
Преподавал в Венской консерватории, где среди его учеников были, в частности, Герман Буш и Николаус Арнонкур, в Кёльнской консерватории (1926—1932), в Берлине. Написал несколько музыкально-педагогических книг и книгу воспоминаний «Встречи. Из жизни виолончелиста» (Begegnungen. Aus dem Leben eines Violoncellisten; Мюнхен, 1963). Редактировал издания произведений Баха и Бетховена.
Грюммер был одним из первых виолончелистов, увлёкшихся возрождением виолы да гамба. Он много концертировал с этим инструментом, играл в ансамбле (в том числе с Вандой Ландовской), а также написал один из первых в новое время учебников игры на виоле да гамба (Лейпциг, 1928). Среди учеников Грюммера, в частности, Август Венцингер.
Брат, Детлев Грюммер — скрипач, концертмейстер оркестра в Аахене, погиб в 1944 году при бомбёжке; его жена — певица Элизабет Грюммер. Дочь Грюммера Сильвия Грюммер (1911—2012) также была гамбисткой, но в 1944 году пострадала при попадании авиабомбы в дом Грюммеров в Вене и более чем на 30 лет была вынуждена оставить музыку, работая в медицинском санатории в Швейцарии.